# Yi Junyong

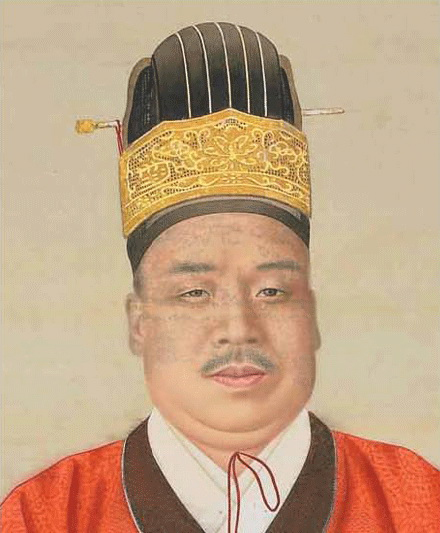
Yi junyong

Yi Jun-yong (1870 - 1917) foi um político membro da família real da dinastia Joseon da Coreia. Neto de Heungseon Daewongun, sobrinho do Rei Gojong, 26º governante da dinastia Joseon. Um rival de Rei Gojong e Myeongseong da Coreia. Tinha o título de príncipe Youngsun.
Em 1886, 1894, 1899, 1909 tentou se tornar rei, sem sucesso, e após essas quatro vezes, realizou uma tentativa de golpe.